# Agencia de Gobierno electrónico y Sociedad de la Información y del Conocimiento
La Agencia de Gobierno Electrónico y Sociedad de la Información y del Conocimiento,  es una unidad ejecutora dependiente de la Presidencia de la República Oriental del Uruguay, con autonomía técnica. Su finalidad es liderar la estrategia de Gobierno Electrónico y su implementación en el país, como base en un Estado eficiente y centrado en el ciudadano, impulsando el acceso a la Información, además de la inclusión y equidad en el uso de las tecnologías de la información y la comunicación.

## Marco legal
Dicha Agencia fue creada en el artículo 72 de la Ley N.º 17.930 del año 2005 bajo la denominación de Agencia para el Desarrollo del Gobierno Electrónico y su funcionamiento fue reglamentado mediante el Decreto N.º 205 del año 2006.
Posteriormente, cambia su denominación a Agencia para el Desarrollo del Gobierno de Gestión Electrónica y la Sociedad de la Información en los artículos 54 y 55 de la Ley N.º 18.046 del año 2006. y se le agrega la función de impulsar el avance de la sociedad de la información y del conocimiento en los artículos 118 a 121 de la Ley N.º 18.172, del 31 de agosto de 2007. Entre el año 2010 y 2011 se profundizan algunas temáticas en los artículos 148 a 162 de la Ley N.º 18.719 y 78 a 82 de la Ley N.º 18.834. El cargo del Director Ejecutivo fue creado mediante artículo 70 al 80 de la Ley N.º 18.362 en el año 2008, año en el cual la Agencia entró en pleno funcionamiento.
En el año 2008, son sancionadas igualmente la Ley N.º 18.331 de Protección de datos y la Ley N.º 18.381 de Acceso a la información pública, las cuales crean a su vez la Unidad Reguladora y de Control de Datos Personales y la Unidad de Acceso a la Información Pública, respectivamente, como órganos desconcentrados de la Agencia. Ese mismo año, mediante la Ley N.º 18.362 es creado el Centro Nacional de Respuesta a Incidentes de Seguridad Informática. En 2009, es sancionada la Ley N.º 18.600 de Documento electrónico y firma electrónica, la cual crea a su vez la Unidad de Certificación Electrónica, como órgano desconcentrado de Agesic.

## Organización
La Agencia de Gobierno electrónico y Sociedad de la Información y del Conocimiento está conformada por:
- Un Consejo Directivo Honorario, integrado por cinco miembros: entre ellos, el director Ejecutivo de la Agencia, un representante de la Presidencia de la República  y tres miembros designados por el Presidente de la República, en representación del sector privado y la academia.
- Seis Áreas: Organismos y Procesos, Ciudadanía digital, Tecnología, Seguridad de la Información, Operaciones, Administración y Finanzas.
- Tres Divisiones dependientes de la Dirección Ejecutiva: Sociedad de la Información y el Conocimiento, Innovación y Proyectos Especiales
- Tres Órganos Desconcentrados: Unidad Reguladora y de Control de Datos Personales, Unidad de Acceso a la Información Pública y Unidad de Certificación Electrónica
- Cinco Consejos Asesores Honorarios, integrados por representantes de diversas instituciones, en: Sociedad de la información, Seguridad informática, Sistemas Georreferenciados, sector público y privado

## Sedes
Su sede central se encuentra en la Torre Ejecutiva, con acceso por la calle Liniers 1324, mientras que su sede alterna se encuentra sobre la calle Andes 1365.